# Incendie des synagogues de Riga

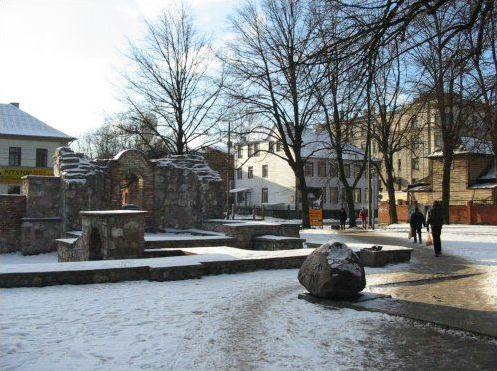
Ruines de la Grande synagogue chorale de Riga, rue Gogol, à Riga.

L'incendie des synagogues de Riga s'est produit en juillet 1941, durant les premières journées de l'occupation des nazis à Riga, capitale de la Lettonie. De nombreuses victimes juives ont péri, enfermées dans les synagogues en flammes. D'autres actions antisémites ont été lancées en parallèle, ouvrant l'assassinat de la grande majorité des Juifs en Lettonie.

## Contexte

### Invasion nazie
L'armée allemande traverse la frontière aux premières heures du dimanche 22 juin 1941. Sur toute la ligne de front, les forces soviétiques subissent une défaite écrasante. Le 29 juin 1941, l'Armée rouge, qui occupait la Lettonie, entame son évacuation en désordre de Riga, sous les bombardements aériens des Allemands. Le 1er juillet 1941, l'armée allemande pénètre à Riga. À cette époque, la ville compte environ 40 000 personnes juives.

### Actions antisémites
Peu après leur entrée à Riga, les autorités nazies incitent les nationalistes lettons à commettre des émeutes antisémites mortelles : des « pogroms ». En trois mois, plus de 6 000 personnes sont assassinées à Riga et aux alentours. De nombreux prisonniers sont enlevés de la prison centrale et convoyés en camion jusqu'à la forêt de Bikernieki, où ils sont exécutés. À l'instigation des Allemands, le 2 juillet, des jeunes Lettons armés parcourent la ville, traînent des Juifs hors de leurs domiciles et les arrêtent. Les Lettons agressent de nombreuses victimes, dont certaines meurent de leurs blessures ou sont exécutées. Dans la même journée, tous les téléphones des domiciles juifs sont déconnectés.
Le parti fasciste Ugunskrusts, notamment ses membres Viktors Arājs et Herberts Cukurs, collabore avec les nazis pour exterminer les Juifs en Lettonie. Un journal local, Tēvija, publie plusieurs pamphlets antisémites ; ainsi, l'éditorial du 11 juillet 1941 porte le titre « Les Juifs - La source de notre destruction ». Les Juifs sont raflés, emmenés à la préfecture et à la prison centrale (Zentralka). Les victimes âgées ou malades sont emmenées nues, les jeunes femmes sont déshabillées et enfermées dans des cellules où elles subissent des viols. Certaines femmes sont violées devant leurs enfants et leur époux. Les Juifs adoptant une apparence traditionnelle sont la cible d'humiliations : traînés par la barbe, ils sont rasés de force. D'autres, sous la menace d'une arme, doivent endosser leur talit et leur tephillin, puis danser et entonner des chants soviétiques.
Dans les journées qui suivent le 2 juillet, les Juifs détenus à la préfecture sont obligés de mener des travaux forcés pendant la journée.

## Destruction des synagogues et des cimetières

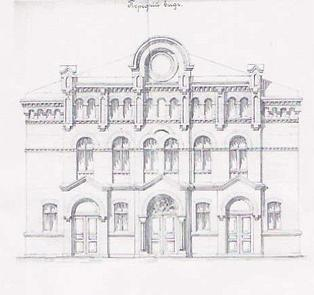
Synagogue de Stabu Street, incendiée le 4 juillet 1941. D'après le témoin Max Kaufmann, 30 personnes ont été brûlées vives à l'intérieur

Les Juifs sont rassemblés puis forcés d'entrer dans les synagogues, qui sont ensuite incendiées. La grande synagogue chorale de Riga est détruite le 4 juillet 1941. D'après l'historien Bernard Press, les victimes comptent des Juifs lettons qui se sont réfugiés dans les sanctuaires. Pour Gertrude Schneider, les victimes sont principalement des femmes et des enfants. Bernard Press déclare que Herberts Cukurs, officier d'aviation, accompagné d'une bande de voyous, a entraîné des Juifs du voisinage hors de leurs domiciles et les a enfermés dans la synagogue de Stabu Street avant de l'incendier : 

« Les témoins visuels entendaient les gens enfermés qui appelaient à l'aide et les ont vus briser les fenêtres de la synagogue pour s'enfuir par ces ouvertures, comme des torches humaines. Cukurs les a abattus avec son revolver. »

Les rouleaux sacrés sont retirés des synagogues et brûlés. Bernard Press raconte que de nombreux Juifs vêtus de châles de prière et de talits plongent dans les flammes pour sauver les textes ; aucun n'a survécu. Néanmoins, cette déclaration est contestée par Ezergailis.
Seule la synagogue Peitav, dans le centre-ville, a été épargnée par les incendies à cause sa proximité avec des immeubles d'habitation et une église. Néanmoins, toutes ses installations intérieures sont pillées, à l'instar des autres lieux de culte juif. Les émeutiers ont aussi profané les cimetières juifs.
Kaufmann relève aussi plusieurs cas où des Juifs sont enfermés par des Lettons dans des synagogues, qui sont ensuite incendiées, comme dans la banlieue de Maskavas Forštate.
Au nombre des victimes dans les synagogues incendiées se trouvent le chantre Mintz avec toute sa famille, le rabbin Kilov et Sarah Rashin (ou Rashina), une violoniste de 21 ans avec une renommée internationale ; néanmoins, une autre source annonce que Sarah Rashina a été assassinée le 30 novembre 1941 lors du massacre de Rumbula.
Le 16 juillet 1941, les juifs ne sont plus autorisés à monter dans les tramways de Riga. Des policiers lettons armés arrêtent des Juifs dans la rue et les emmènent à la préfecture de police ou dans d'autres prisons.
Ces évènements sont suivis par des restrictions encore plus draconiennes, dont la construction du ghetto de Riga et le massacre de Rumbula.

### Documentation
- (de) Angrick, Andrej, and Klein, Peter, Die "Endlösung" in Riga. Ausbeutung und Vernichtung 1941 – 1944, Darmstadt 2006,  (ISBN 3-534-19149-8)
- Ezergailis, Andrew (en), The Holocaust in Latvia 1941–1944—The Missing Center, Historical Institute of Latvia (in association with the United States Holocaust Memorial Museum) Riga 1996  (ISBN 9984-9054-3-8)
- Kaufmann, Max, Churbn Lettland. Die Vernichtung der Juden Lettlands (The Destruction of the Jews of Latvia), Munich, 1947, English translation by Laimdota Mazzarins available on-line as Churbn Lettland – The Destruction of the Jews of Latvia (all references in this article are to page numbers in the on-line edition)
- Press, Bernhard, The murder of the Jews in Latvia : 1941–1945, Evanston, Ill. : Northwestern University Press, 2000  (ISBN 0-8101-1729-0)
- Schneider, Gertrude, Journey into terror: story of the Riga Ghetto, (2d Ed.) Westport, Conn. : Praeger, 2001  (ISBN 0-275-97050-7)
- Stahlecker, Franz W., "Comprehensive Report of Einsatzgruppe A Operations up to 15 October 1941", Exhibit L-180, translated in part and reprinted in Office of the United States Chief of Counsel For Prosecution of Axis Criminality, Nazi Conspiracy and Aggression, Volume VII, pages 978–995, USGPO, Washington DC 1946 ("Red Series")
- Michelson, Frida, I Survived Rumbuli, (translated from Russian and edited by Wolf Goodman), The Holocaust Library, New York 1979  (ISBN 0-89604-030-5)